# Francisco Martorell
Francisco Felipe Martorell Cammarella (Santiago, 1963) es un periodista, académico y escritor chileno. Fue vicepresidente del Colegio de Periodistas de Chile.

## Carrera profesional
Estudió periodismo y comunicaciones en la Universidad Argentina John F. Kennedy de Buenos Aires. En Argentina trabajó en las radios Excelsior —donde condujo el programa Mate amargo (1986)— y Radio Nacional Argentina, donde fue comentarista político (1988). En prensa escrita trabajó en las revistas Lugares de Argentina, de la cual fue editor general, y Reflexión (1982), de la que fue subdirector del único número que apareció en dictadura.[cita requerida] Colaboró en los periódicos Clarín, El Periodista y el Diario Uno, en el cual publicó varias notas relativas al atentado a la AMIA en 1994, entre ellas, una entrevista al agregado cultural de la embajada iraní en Buenos Aires, Mohsen Rabbani.[cita requerida]
En Chile, fue redactor político de la revista Análisis (1988), trabajó en Nuevo Espacio Comunicaciones —donde fue productor periodístico de Mea culpa y guionista de Vigías del sur— y fue editor general y director subrogante de Publimetro. Actualmente ejerce como director de la revista El Periodista. Además fue vicepresidente del Colegio de Periodistas de Chile (2006-2008) y presidió la Asociación de Medios Independientes de Chile. También fue panelista del programa El termómetro de Chilevisión.[cita requerida]
Ha incursionado en radio en Chile, en los programas Lo justo y necesario (Radio Tierra), como panelista y comentarista en el programa Combinación clave (Radio La Clave) y como entrevistador en Radio Usach. Actualmente es comentarista internacional en Radio Nuevo Mundo.
Es autor de los libros Impunidad diplomática (1993), El caso de Gloria Stockle (1998) y Operación Cóndor: El vuelo de la muerte (1999), y coautor de Por qué nos odian tanto, que reúne a más de una docena de periodistas de América Latina.
Ha ejercido la docencia en la Universidad de Ciencias Empresariales y Sociales (UCES) y en la Escuela Superior de Periodismo del Instituto Grafotécnico de Argentina; y en las universidades Diego Portales, de Santiago, Mayor y SEK de Chile. También ha sido asesor del Comité Internacional de la Cruz Roja para implementar en Chile la campaña contra las minas antipersonas en 1996-1997.[cita requerida]

## Controversias
Su libro Impunidad diplomática fue prohibido tras el acogimiento de un recurso de protección interpuesto por el empresario Andrónico Luksic Craig, aludido en el libro, ante la Corte de Apelaciones de Santiago, la cual dictó una orden de no innovar que prohibió de forma temporal el ingreso, distribución y circulación del libro, decisión que fue confirmada por la Corte Suprema.
Ha sido sancionado en dos oportunidades por el Colegio de Periodistas de Chile por faltas a la ética; la primera, en 1994, por las referencias realizadas al exsubsecretario de Relaciones Exteriores Edmundo Vargas en el libro Impunidad diplomática, y la segunda en 2008, por un reportaje acerca de un supuesto mal uso de recursos públicos por la División de Organizaciones Sociales (DOS). Martorell ha acusado faltas al debido proceso en ambos procedimientos.[cita requerida]

## Vida personal
Su hija, Montserrat, también escritora y periodista, nació en Argentina en 1988 mientras trabajaba y estudiaba en ese país.